# Chefren in trono (JE 10062)
La statua di Chefren assiso in trono (JE 10062) è un'antica scultura funeraria egizia del faraone Chefren (ca. 2558 a.C. - 2532 a.C.), che regnò durante la IV dinastia. Si trova al Museo egizio del Cairo. Il suo materiale è l'anortosite-gneiss (un tipo di diorite), una pietra scura, pregiata ed estremamente dura, proveniente da cave regali distanti dal sito del ritrovamento oltre 640 chilometri - a sud lungo il corso del Nilo. L'opera, ritenuta uno dei massimi capolavori della statuaria egizia, intende sottolineare il potere e la dignità regale di Chefren e fu scolpita per essere collocata nel Tempio a valle, accanto alla Sfinge di Giza, all'interno della grande necropoli; era oggetto di un culto funerario: le sculture dei sovrani defunti, all'interno dei loro templi funerari, erano intese come sostituti del corpo del re per divenire sedi del suo ka: secondo la religione egizia, il ka era la forza che animava la forma visibile di qualcuno (sia il corpo oppure solo una statua) che il ba aveva scelto, dandole così la vita (questa complessa nozione non ha un equivalente nelle moderne lingue europee: la sua traduzione con i termini anima o spirito è solo parzialmente precisa). Dopo la morte, il ka avrebbe abbandonato il corpo, pur continuando a necessitare di un luogo in cui insediarsi: la statua. Scolpita a tutto tondo, l'opera raffigura Chefren seduto (una delle modalità più comuni per la rappresentazione della figura umana durante l'Antico Regno).

## Descrizione e interpretazione teologico-politica

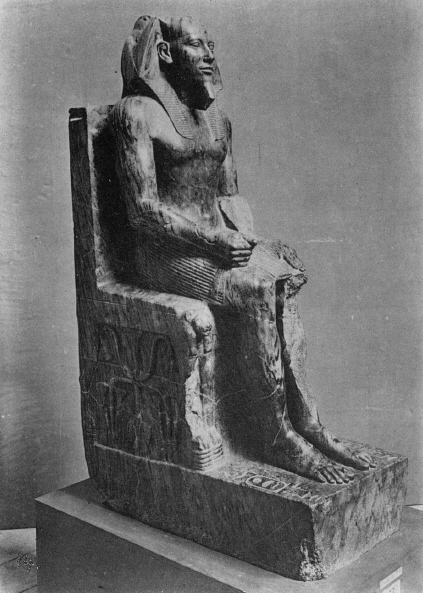
La statua in una fotografia d'epoca, di Ludwig Borchardt (1911).

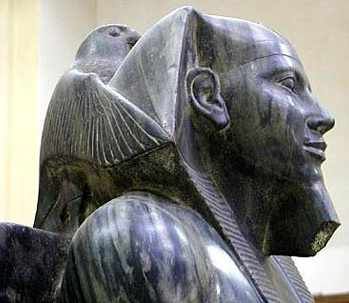
Horus, come falco, che protegge Chefren. Dettaglio della statua.

Chefren compare rigidamente assiso sul suo trono regale, con lo sguardo ieraticamente fisso davanti a sé in un punto lontano. Indossa il tipico copricapo nemes, in lino, sormontato dall'ureo regale, e la barba posticcia attaccata al mento cesellato: tutti questi simboli erano intesi come riferimento alla natura divina del faraone. Stretto in vita, porta un gonnellino plissettato, lungo fino alle ginocchia, che rivela un corpo idealizzato, giovane e dai muscoli definiti. L'avambraccio sinistro e parte della gamba sinistria sono mancanti. Questa immagine non è da interpretare come un ritratto fedele, ma come una simbolizzazione del potere di Chefren attraverso l'uso delle convenzioni artistiche egizie: un corpo perfetto, un viso senza età, proporzioni corporee ideali. La ritrattistica egizia idealizzata non intendeva rendere riconoscibili i connotati dei sovrani, bensì proclamarne la natura divina. 
L'elaborato trono su cui Chefren si asside è formato da due leoni che ne rendono particolarmente robuste le gambe. Fiori di loto (stemma araldico dell'Alto Egitto) e piante di papiro (del Basso Egitto) crescono fra le gambe del sedile e sono un chiaro riferimento all'unificazione dell'Alto e del Basso Egitto, che pose fine al periodo predinastico dell'Egitto e avviò il periodo dinastico (ca. 3150 a.C.). Horus, il grande dio-falco protettore dei faraoni, è fieramente appollaiato in cima allo schienale del trono e le sue due ali, aperte, abbracciano la nuca del sovrano in un gesto tradizionalmente protettivo: il faraone era creduto l'incarnazione di Horus in terra, ed era questa sua caratteristica divina a legittimarne il regno. Al di là della sorprendente immagine del falco di Horus, praticamente invisibile in una visione frontale dell'opera, i piedi di Chefren poggiano su una piattaforma decorata con l'incisione dei cosiddetti "nove archi", simboli tradizionali del dominio del faraone sui nemici stranieri e interni. La rappresentazione del faraone, molto calma e simmetrica, senza movimenti o emozioni, enuncia l'immobile eternità del sovrano: la sua corporatura sana e robusta, la postura permanente dimostrano di ignorare lo scorrere del tempo, a intendere che Chefren era considerato al di fuori del tempo e che il suo potere sarebbe esistito per sempre, anche nell'aldilà. La sua espressione è impassibile, il volto è senza età, alludendo velatamente a un regno privo di turbamenti e perfettamente controllato, oltre che a un potere incontrastato. La scultura appare compatta e solida, con poche parti sporgenti: il corpo ideale di Chefren e il suo trono sono legati per l'eternità in un unico blocco. 

## Galleria d'immagini

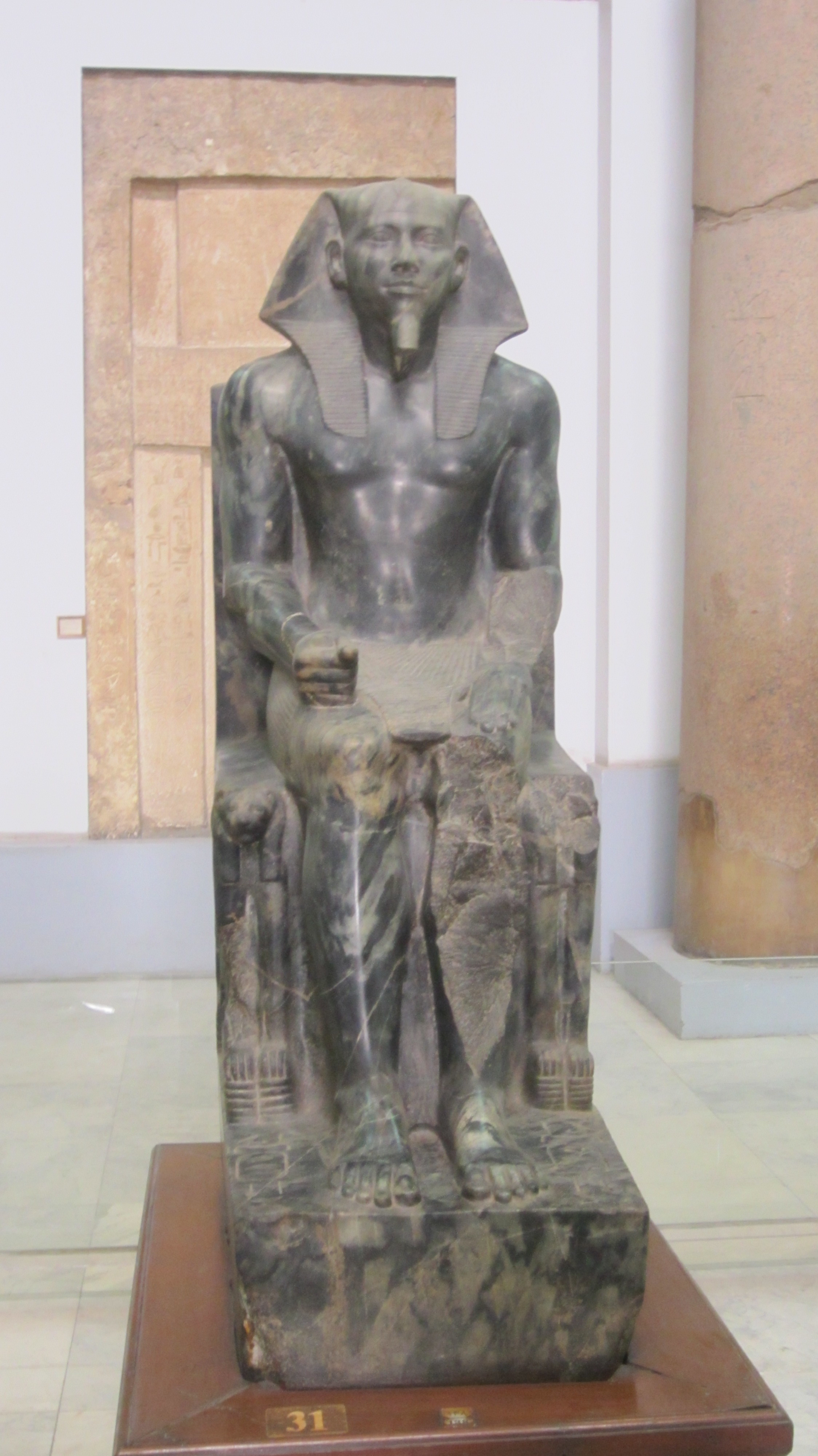
Visione frontale.
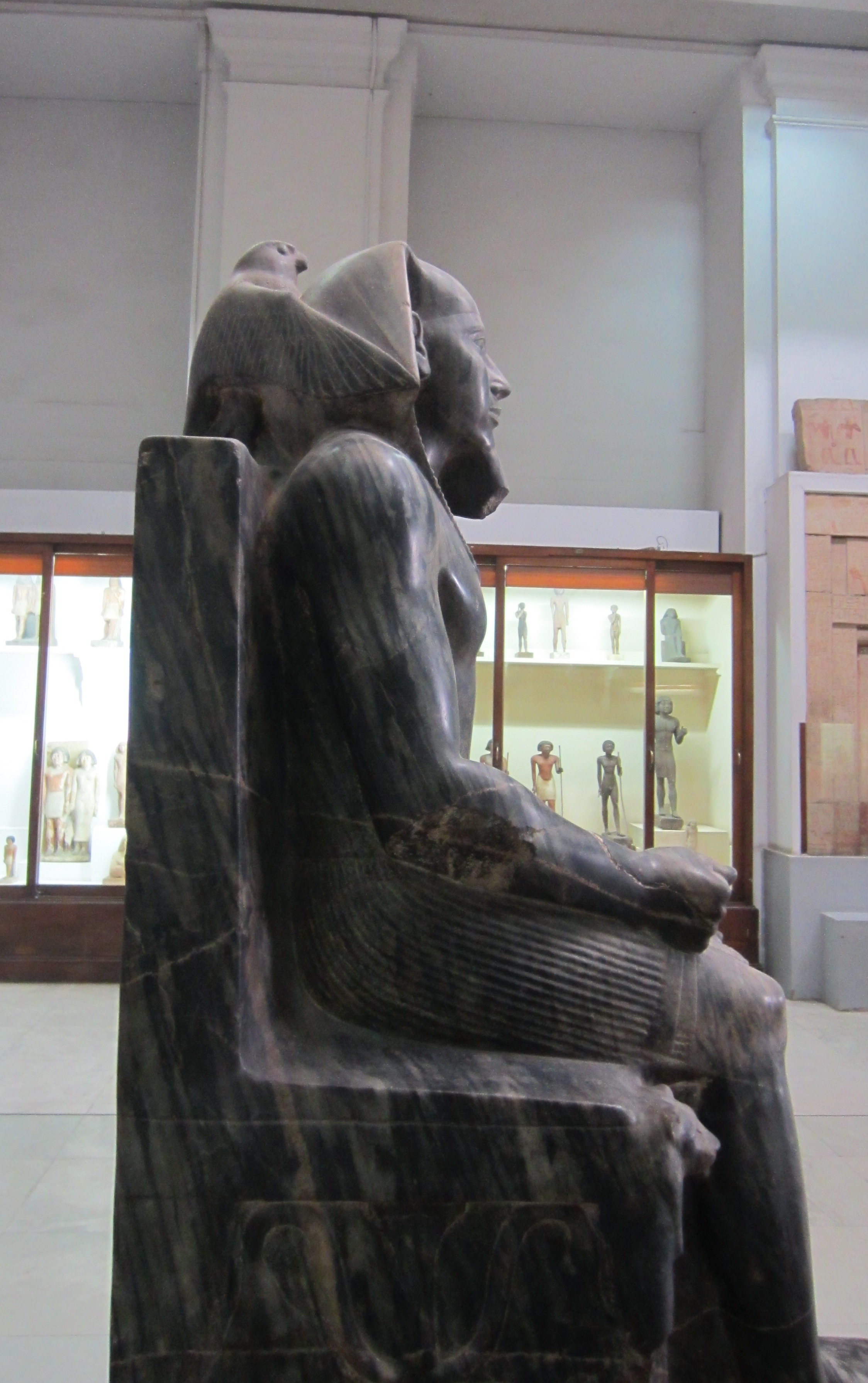
Profilo destro.
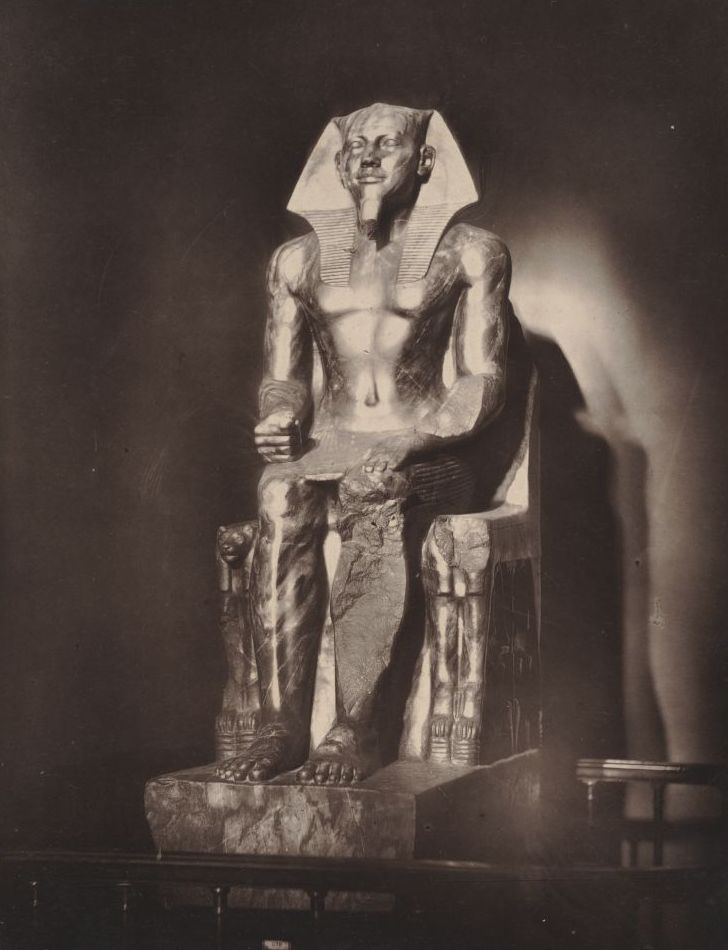
La statua in una fotografia del 1872.
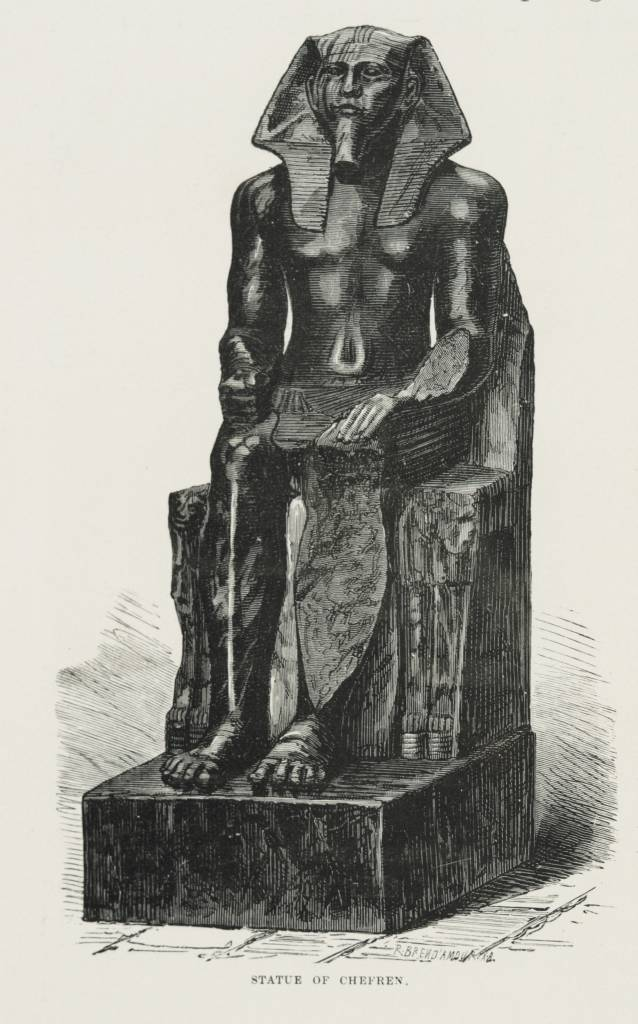
La statua in un'incisione del 1878.
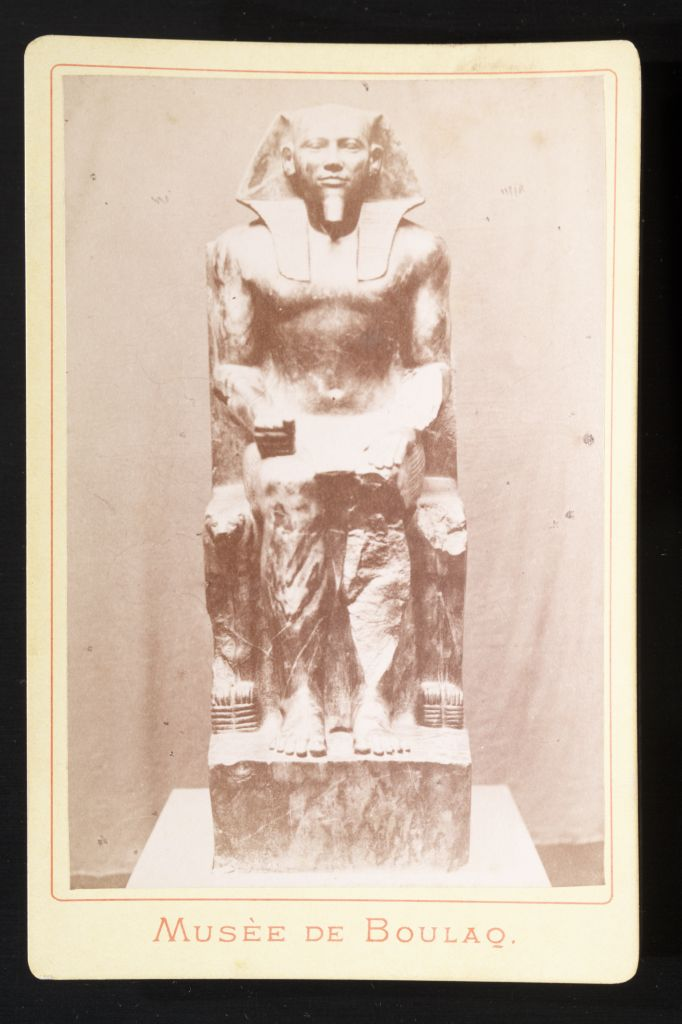
La statua in una fotografia del 1881.
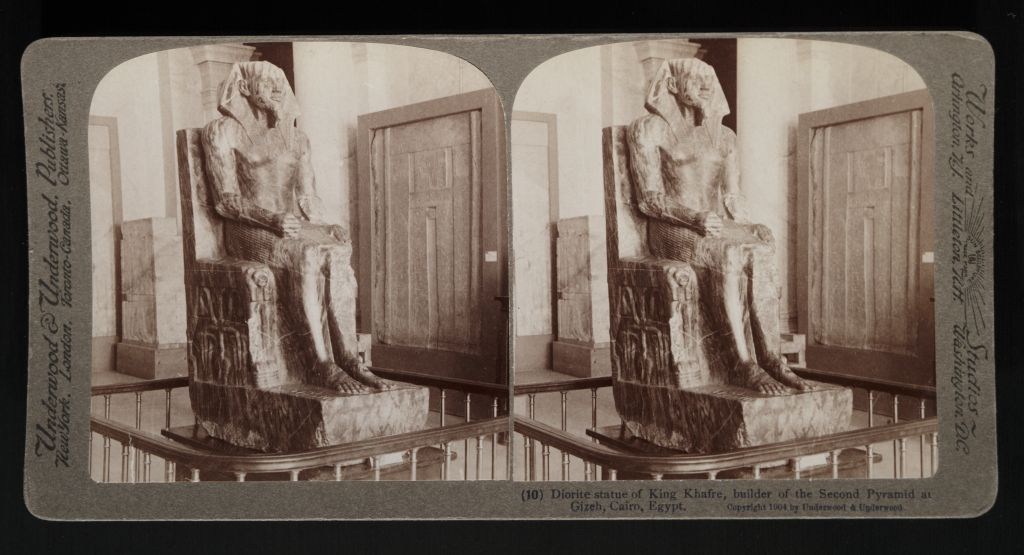
La statua in una doppia fotografia del 1904, al Museo egizio del Cairo.